# Betocchi
Betocchi is een historisch Italiaans motorfietsmerk.
Betocchi maakte in de jaren vijftig motorfietsen met eigen frames die de naam Beccaccino droegen. De motorblokken kwamen van Demm. Het bedrijf was net als Demm gevestigd in Porretta Terme.